# زهرا سالاریه
زهرا سالاریه (متولد ۱۳۶۵ ، مازندران،بابل)بانوی ایرانی می‌باشد، که توانست دوره‌های سخت و طاقت فرسای کشتیرانی، ملوانی، تعمیر و نگهداری موتورهای دریایی را سپری کرده و نام خود را به عنوان نخستین زن ایرانی دریانورد ثبت کند، وی برای تحقق خواسته‌اش دو سال تمام را بر روی عرشه کشتی گذراند تا تمام شرایط کار بر روی کشتی را بیاموزد. وی در سن ۱۵ سالگی سکاندار قایق و کشتی‌های مسافربری شده‌است. و هم‌اکنون در زمینه تعمیر موتورهای دریایی، کاپیتانی کشتی‌های باری و مسافری فعال می‌باشد.